# Gewone regendaas
De gewone regendaas (Haematopota pluvialis) is een insect behorend tot de orde van de tweevleugeligen (Diptera). Het is de bekendste en meest algemene dazensoort.

## Uiterlijk
De gewone regendaas bereikt een lichaamslengte van acht tot twaalf millimeter. Het lichaam is bruingrijs met vlekkerige strepen. Ook de ogen hebben een gevlekt, iriserend patroon. Bij de mannetjes liggen de ogen tegen elkaar aan, bij de vrouwtjes staan ze duidelijk uit elkaar. 

## Voorkomen
De soort komt voor in het grootste deel van Europa, het Nabije Oosten en het oostelijk Palearctisch gebied. De regendaas ontleent zijn naam aan de verhoogde activiteit kort voor en tijdens de regen. De regendaas kan zeer hinderlijk zijn voor de mens, in tegenstelling tot andere soorten dazen. Alleen de vrouwtjes bijten, op zoek naar bloed. De beet is pijnlijk en de daas laat niet los als hij wordt ontdekt. In België en Nederland is de regendaas voornamelijk actief van mei tot oktober. 

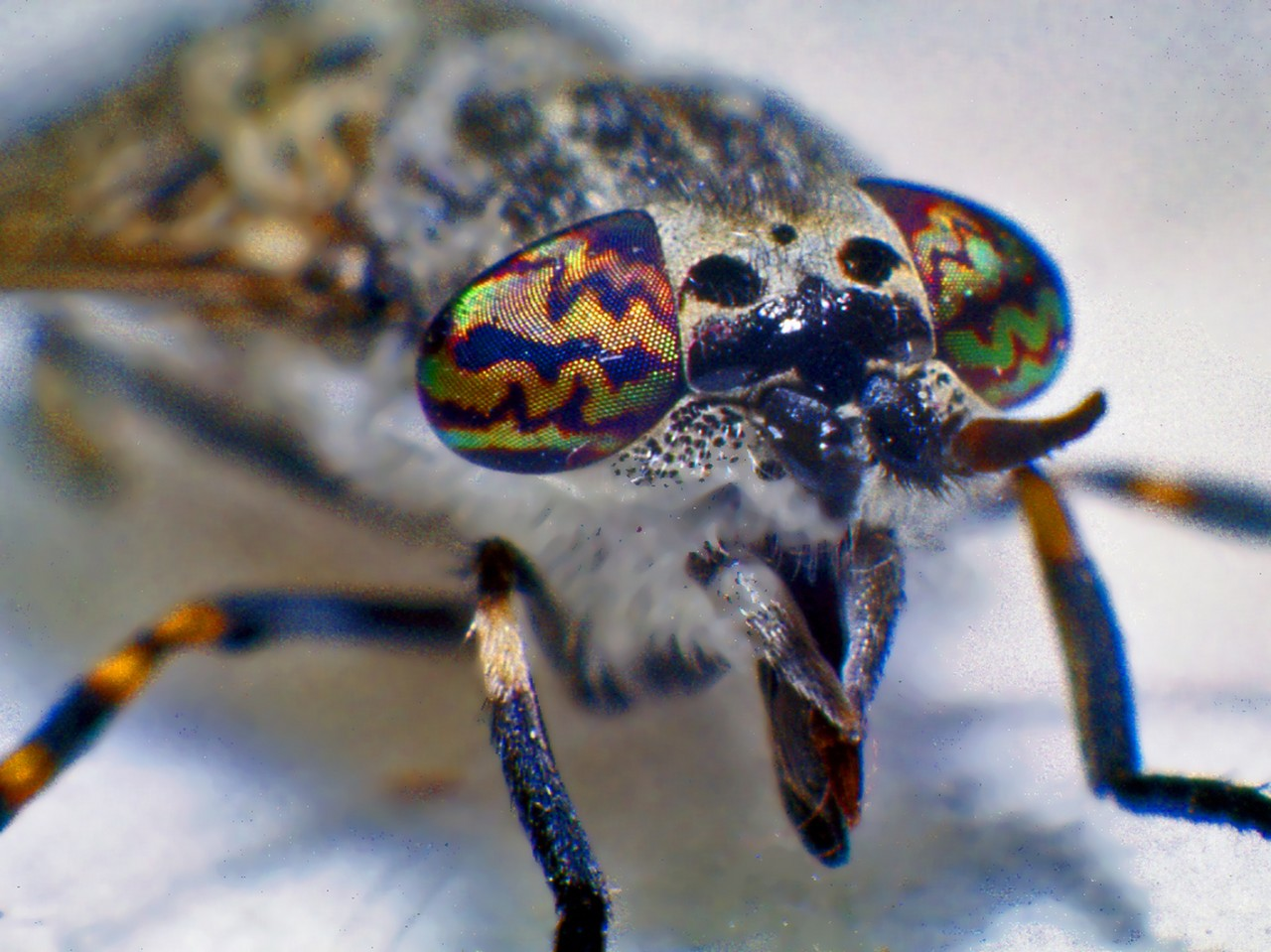
Vrouwtje

## Afbeeldingen

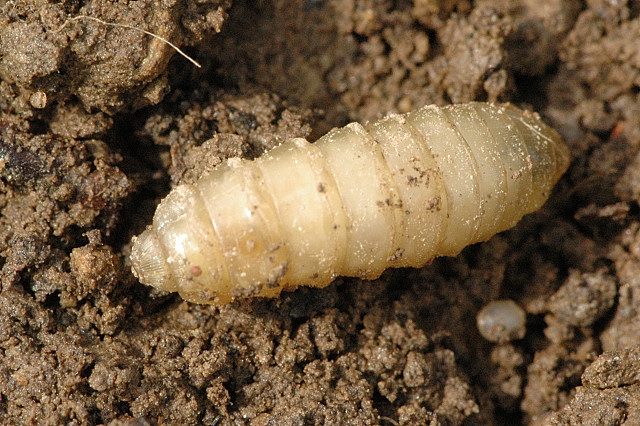
Larve
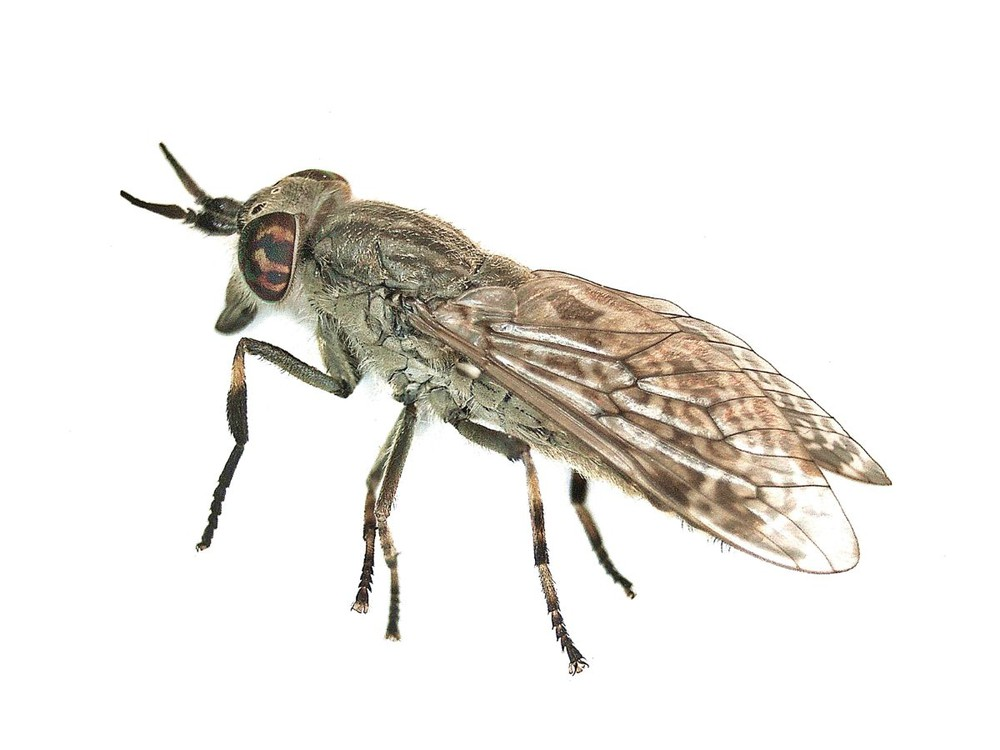
Vrouwtje (zijkant)
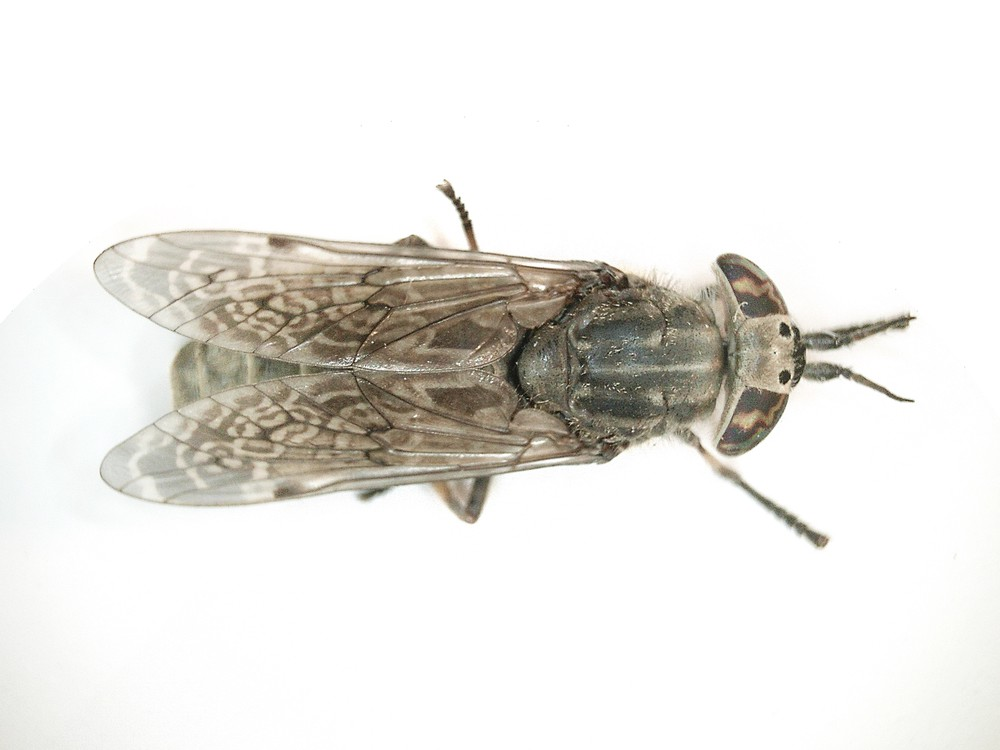
Vrouwtje (bovenkant)
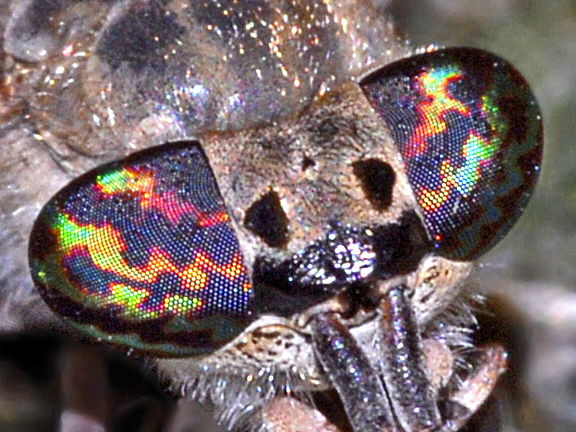
Detail ogen
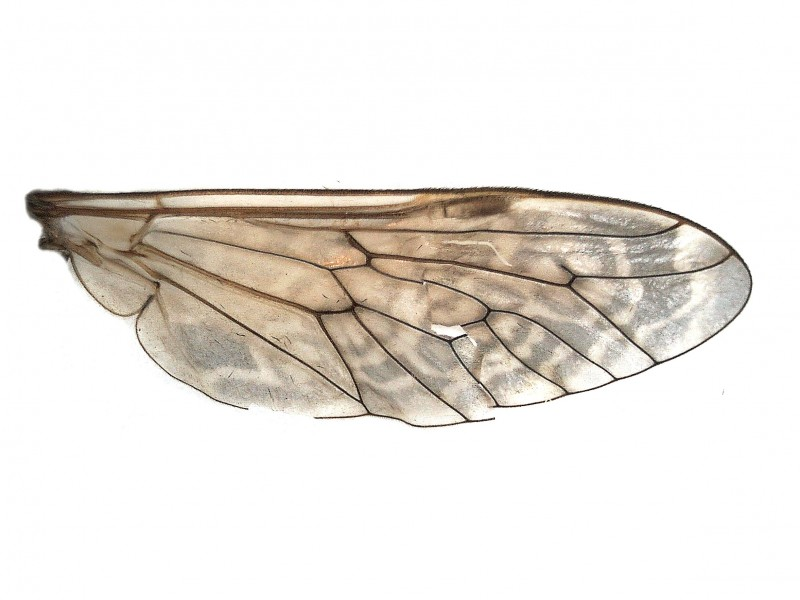
Detail vleugel

- Kaarten met waarnemingen:

- België
- Nederland
- wereldwijd